# Ventsislav Aydarski
Ventsislav Aydarski (em búlgaro:  Венцислав Айдарски; Sandanski, 17 de fevereiro de 1991) é um maratonista aquático búlgaro.

## Carreira

### Rio 2016
Aydarski competiu nos 10 km masculino nos Jogos Olímpicos de Verão de 2016 ficando na décima quarta colocação.